# Wendtorf
Wendtorf ist eine Gemeinde im Kreis Plön in Schleswig-Holstein.

## Geografie

### Lage und Gliederung

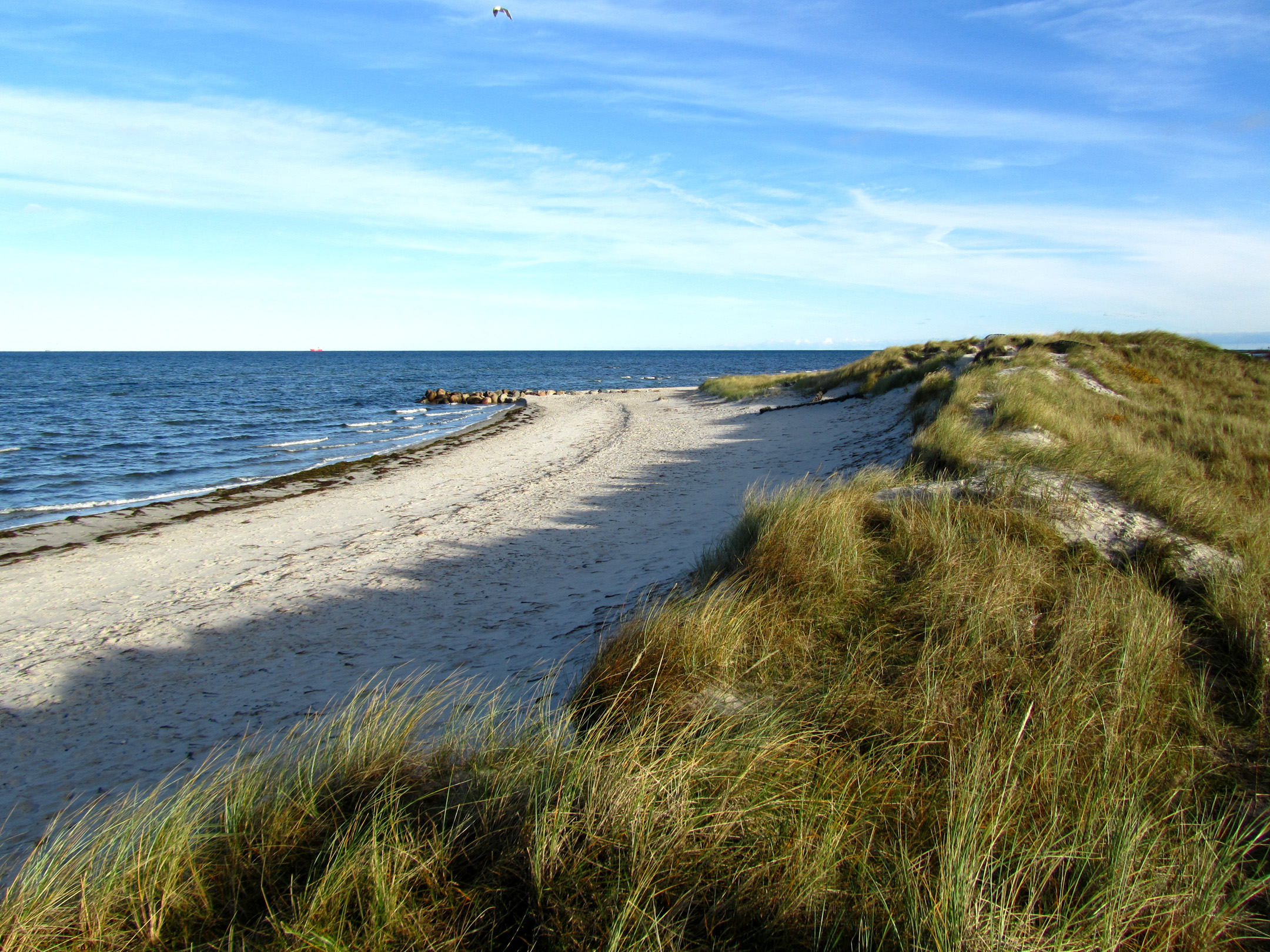
Dünen bei Wendtorfer Strand im November 2010

Das Gemeindegebiet von Wendtorf liegt am östlichen Ufer der Kieler Außenförde im nordwestlichen Teilbereich des Naturraums Ostholsteinisches Hügel- und Seenland (Haupteinheit Nr. 702). Siedlungsgeographisch werden die beiden Ortsteile Wendtorf (nahe der geografischen Mitte der Gemarkung gelegen) und Wendtorfer Strand (gelegen direkt an der Ostsee binnenseits der Lagune hinter dem Nehrungshaken Bottsand) als Wohnplätze unterschieden. Beide Wohnplätze sind als Dorf kategorisiert.

### Nachbargemeinden
Unmittelbar angrenzende Gemeindegebiete von Wendtorf sind:
|       |                                             |                |
| Stein | Kompassrose, die auf Nachbargemeinden zeigt | Wisch, Barsbek |
|       | Lutterbek                                   |                |

## Geschichte
Ein erster Ort an dieser Stelle wurde 1240 erstmals erwähnt. 1440 erhielt der Ort den Namen Wendtorf. 1796 wurden die ersten Häuser in Strandnähe gebaut.
Die Gemeinde gehörte dem Amt Probstei-West an. Seit dessen Auflösung zum 1. Juni 1970 ist sie Teil des Amts Probstei.
Zu den vor Kiel-Schilksee veranstalten Segelveranstaltungen im Rahmen der Olympischen Sommerspiele 1972 in München wurde der ehemalige Fischerhafen am Rande des Ortsteils Wendtorfer Strand zu einem Sportboothafen umgestaltet und um eine Ferienwohnanlage mit fünf Hochhäusern in Großtafelbauweise erweitert. Ergänzt wurden sie durch eine Ladenzeile aus Beton-Pavillons und verschiedene Freizeiteinrichtungen, wie z. B. einen Minigolfplatz, oder die seit Längerem wieder stillgelegte Anlagen einer Badminton-Halle und eines Freibads. Seinerzeit wurde hier auch ein Gemeindekindergarten errichtet, der bis zu seiner Auflösung und Integration in den Kindergarten im Ortskern von Wendtorf von der Gemeinde Wendtorf und den umliegenden Gemeinden genutzt wurde.
Das Areal hat grundlegende Ähnlichkeiten mit dem Olympiazentrum Kiel-Schilksee, das neben der durchgehenden Aufteilung als Apartmentanlage durch die einzelnen Häusernamen wie Drachen oder Flying Dutchman unterstrichen wurde.
Betrieben wurde die Anlage mit über 500 Apartments von der Marina Wendtorf KG. Die einzelnen Apartments wurden seit Gründung der Anlage größtenteils an Privatpersonen oder kleinere Immobilienunternehmen verkauft, die sie wiederum als Ferienwohnungen weiter vermieten. Durch diese Vorgehensweise bei Fehlen eines Dauernutzungskonzepts gilt die Anlage als Abschreibungsobjekt, bei dem nur ausdrücklich vorgeschriebene Instandsetzungsarbeiten durchgeführt wurden. Dadurch begünstigt ist die Bausubstanz der Gebäude teilweise angegriffen. Die Umgebungsflächen sind nur in wenigen Bereichen gepflegt. Zwischen den Wohngebäuden stehen mehrere Gebäude und Freizeiteinrichtungen seit Jahrzehnten leer und sind teilweise verfallen oder von Vandalismus beschädigt.
Im Jahre 2007 musste die Marina Wendtorf KG Insolvenz anmelden. Die Gesellschaft wurde 2008 schließlich aufgelöst.
Mit Otto Steffen hatte die Gemeinde den dienstältesten Bürgermeister Schleswig-Holsteins; er war bis zu seinem Tod 2016 über 50 Jahre im Dienst.

## Politik

### Gemeindevertretung
Die Wahl 2023 ergab folgendes Ergebnis:
- SPD: 7
- FDP: 1
- CDU: 3

### Bürgermeister
Aktueller Bürgermeister in der Wahlperiode 2023–2028 ist Joachim Bleidießel (SPD).

### Wappen
Blasonierung: „Schräglinks geteilt durch einen golden-rot geteilten Balken. Oben in Blau vier silberne Wellenfäden, überdeckt mit einem linksgewendeten, springenden goldenen Fisch, unten in Silber vier blaue Wellenfäden, überdeckt mit einem roten Spatenblatt.“

## Kultur und Sehenswürdigkeiten

### Sport
Der örtliche Breitensportverein ist der SSV Marina Wendtorf von 1964.

### Grünflächen und Naherholung

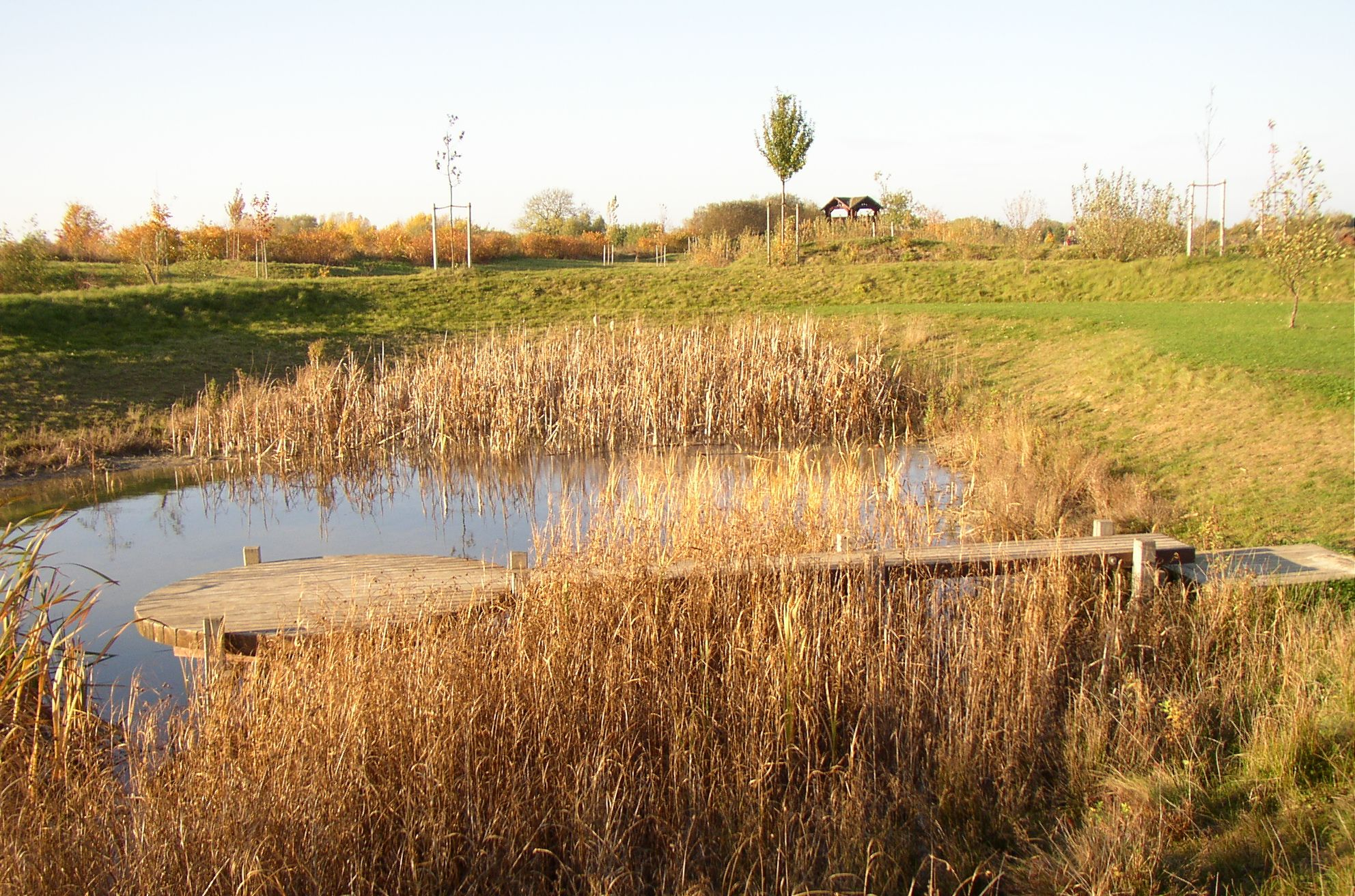
Naturerlebnisraum Wendtorf

- die neue Hafenpromenade mit kleinem Museumshafen
- den „Naturspielraum Kinderabenteuerland“ mit besonderen Spielgeräten im und am Wasser
- den „Naturerlebnisraum“, eine von der Gemeinde aufwendig angelegte Parkanlage mit vielen Informationstafeln zum Thema Natur
- Das Naturschutzgebiet Bottsand befindet sich in direkter Nähe. Nach Aussagen des NABU ist es „ein Kleinod der schleswig-holsteinischen Ostseeküste“.
- Die zum Nachbarort Barsbek hin gelegenen Salzwiesen beherbergen seltene Tiere und Pflanzen.
- Der Yachthafen, der im Jahr 2014 grunderneuert wurde, erfreut sich seitdem wieder großer Beliebtheit.

## Wirtschaft und Infrastruktur

### Wirtschaftsstruktur
Das ehemalige Fischerdorf lebt heute vom Tourismus. Nach der Insolvenz der "Marina"-Betriebsgesellschaft revitalisiert ein auf Tourismusprojekte spezialisiertes Investmentunternehmen die Marina für 50 Millionen Euro.

### Verkehr
Das Gemeindegebiet ist im motorisierten Individualverkehr auf verschiedenen Kreisstraßen u. a. an das Verkehrsnetz der Landeshauptstadt angebunden.

## Persönlichkeiten
- Theodor Stoltenberg (* 25. Juni 1850 in Wendtorf; † 9. Februar 1937 in Schleswig), Propst am Schleswiger Dom
- Heinz Klinke (* 1. Dezember 1925 in Breslau; † 18. September 2010), SPD-Politiker, Landtagsabgeordneter und stellvertretender Bürgermeister